# Орловский государственный университет
Орло́вский госуда́рственный университе́т имени И. С. Тургенева (ОГУ) — высшее учебное заведение в городе Орле и Орловской области. Один из региональных опорных университетов.

## История
23 июня 1919 года коллегия высших учебных заведений Народного комиссариата по просвещению приняла решение об образовании Орловского пролетарского университета. Его первым ректором стал Николай Иосифович Конрад. В марте следующего года на базе Орловского пролетарского университета и Института народного образования был образован Орловский государственный университет.
5 августа 1931 года Совет Народных Комиссаров РСФСР распорядился создать в Орле индустриально-педагогический институт, торжественное открытие которого состоялось 8 ноября того же года.
Институт открыл двери для 121 студента четырёх факультетов: на физико-техническом обучалось 34 студента, на химико-биологическом — 34, на литературно-общественном — 23, на политехническом — 30. Учебный процесс осуществляли 11 преподавателей. Учебный корпус института размещался на улице Покровской, 34 (ныне — Салтыкова-Щедрина).
В течение года вуз был «индустриально-педагогическим», а в 1932 году стал только «педагогическим».
В 1932 году перестал существовать политехнический факультет, литературно-общественный был реорганизован в исторический, физико-технический — в физико-математический, химико-биологический — в факультет естествознания. В том же году в педагогическом институте был открыт рабочий факультет, вечернее и заочное отделения с двумя факультетами — физико-математическим и литературным.
В январе 1933 года Орловский педагогический институт объединили с Белгородским педагогическим институтом..
В результате слияния в Орловском институте стало 314 студентов, 50 преподавателей, организовались четыре кафедры.
В 1934 году вуз был разделён на два института — учительский, готовивший учителей для семилетних школ, и педагогический, выпускавший учителей для средних школ. В учительском институте обучались два года, а в педагогическом — четыре. Исторический факультет был переведён в 1934 году в Курск.
В июне 1935 года состоялся первый выпуск 45 студентов педагогического института и 112 — учительского института.
26 октября 1936 года институт отметил свое пятилетие. В это время на дневном отделении обучалось 420 студентов, на заочном — 580, в экстернате — свыше 500. На рабфаке занимались 374 слушателя. В образцовой школе при пединституте обучались 96 учащихся. Институт имел уже 15 учебных лабораторий.
В марте 1940 года открыто географическое отделение в педагогическом институте, отделение русского языка и литературы — в учительском институте, двухгодичные курсы иностранных языков. Перед войной в институте работали 13 кафедр, обучение осуществлялось по 11 специальностям.
22 июня 1941 года началась Великая Отечественная война. К её началу в институте учились 1918 студентов. Около 116 преподавателей, сотрудников и студентов ушли на фронт. Многие награждены орденами и медалями.
23 августа 1941 года распоряжением Народного Комиссариата РСФСР Орловский педагогический институт был эвакуирован в город Бирск Башкирской АССР.
12 сентября 1941 года коллектив педагогического института прибыл в Бирск. Здесь, на базе Бирского учительского техникума, был создан Бирский педагогический институт, сохранивший структуру Орловского педагогического института. В конце сентября 1941 года в Бирском педагогическом институте начались занятия.
20 ноября 1943 года СК РСФСР отдал распоряжение о реэвакуации Орловского педагогического института в город Елец, где в конце ноября начались занятия. В первом полугодии 1944/45 учебного года занимались в три смены, во втором — в две с половиной.
За годы войны педагогический институт окончили 63 человека, учительский — 235 (включая выпуски в Бирске). В 1945 году в институте работали 58 преподавателей, 20 сотрудников, учились 448 студентов. В библиотеке института в 1945 году имелось 2746 книг, из которых 1285 учебников.
В сентябре 1950 года открыт факультет иностранных языков с отделениями английского и французского языков (по 30 человек на каждом).
С 1944 года по 1957 год учебный корпус института находился по адресу: улица Московская, 29. В июле 1957 года в строй вступило новое учебное здание по улице Комсомольская, 95.
В 1950 году было открыто географическое отделение на факультете естественных наук, вечерние отделения — на физико-математическом факультете и факультете русского языка и литературы.
В 1952 году закрылся учительский институт. Увеличился приём в педагогический институт. На стационаре обучалось 2177 студентов. Работали 88 преподавателей, 29 из них имели учёные степени и звания.
В 1956 году педагогические высшие учебные заведения страны перешли на пятилетний срок обучения.
В 1957 году к существующим физико-математическому (с отделениями математическим и физико-техническим), естествознания и основ сельского хозяйства, историко-филологическому, иностранных языков (с отделением английского и французского языков) добавился факультет начальных классов, в 1959 году — художественно-графический, в 1960 году — дошкольного воспитания
В 1962 году начал работу факультет общественных профессий, преобразованный в 1999 году в институт эстетического образования.
В конце 1965 года руководство области вновь возобновило попытки преобразовать Орловский ОТФ в филиал Всесоюзного заочного машиностроительного института (ВЗМИ). В соответствии с приказом министра Высшего и среднего специального образования РСФСР от 6 июня 1966 года, произошла реорганизация факультета в Орловский филиал ВЗМИ.
С 1966 года на национальном отделении историко-филологического факультета стали учиться студенты из республик Средней Азии, будущие учителя русского языка и литературы.
В 1972 году Министерство высших учебных заведений и Министерство просвещения СССР для Орловского государственного педагогического института учредили именную стипендию имени И. С. Тургенева.
В 1980-х годах институт стал ведущим в России по подготовке иностранных студентов. В нём учились студенты из 38 стран всех континентов.
С 1988 по 1992 годы проводились Марши Мира. В них принимали участие студенты из Орла, Курска, Белгорода, Вологды, Вильнюса.
В 1996 году ОГПУ получил статус классического университета. Это произошло во многом благодаря тому, что были увеличены материальная и научная базы.
18 августа 2014 года Орловскому государственному университету присвоено имя И. С. Тургенева.
Приказ об объединении ОГУ и ПГУ (ГУ-УНПК) — был подписан 28 октября 2015 года. Реорганизация, согласно документам, произошла в форме присоединения в качестве структурного подразделения ПГУ к ОГУ.
Один из факультетов университета, исторический — расположен в здании бывшей Орловской мужской гимназии, которое является одним из первых в городе памятников архитектуры эпохи русского классицизма.

## Ректоры
- 1949—1954: С. И. Ефремов[21]
- 1954—1978: Г. М. Михалёв[21]
- 1978—1988: Н. С. Антонов
- 1989—1992: С. А. Пискунов[21]
- 1992—2013: Ф. С. Авдеев[21]
- 1994—2013: В. А. Голенков[22]
- 2014—2015: (и. о.) В. Ф. Ницевич
- 2015—2017: (и. о.) О. В. Пилипенко
- 2017—2019: О. В. Пилипенко
- 2019—2021: (и. о.) А. А. Федотов
- 2021—2024: А. А. Федотов
- 2025: (и. о.) Г. М. Зомитева
- 2025: (и. о.) П. А. Меркулов[23]

## Структура

### Факультеты
- Исторический факультет
- Философский факультет
- Социальный факультет

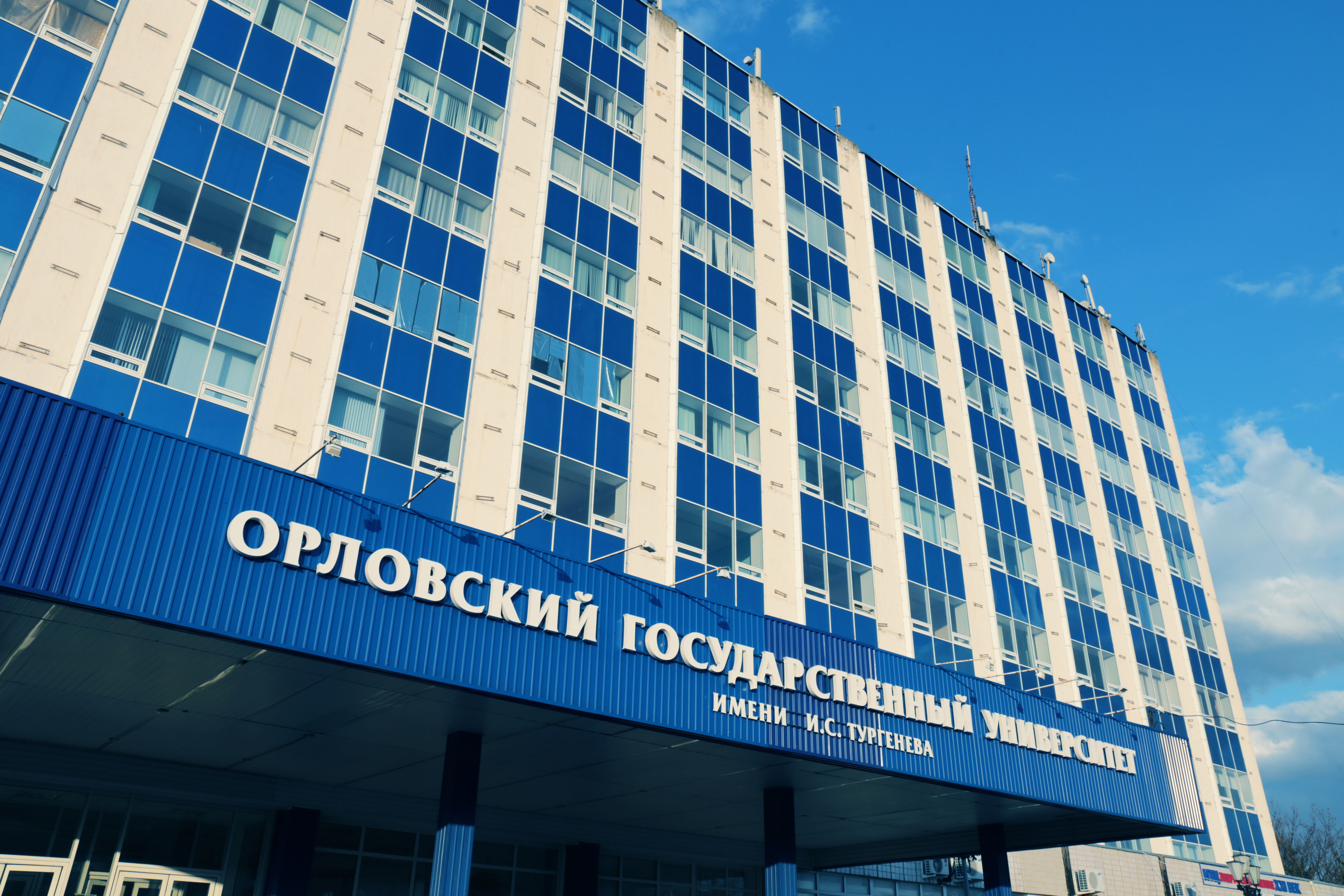
Корпус № 12 ОГУ им. И. С. Тургенева

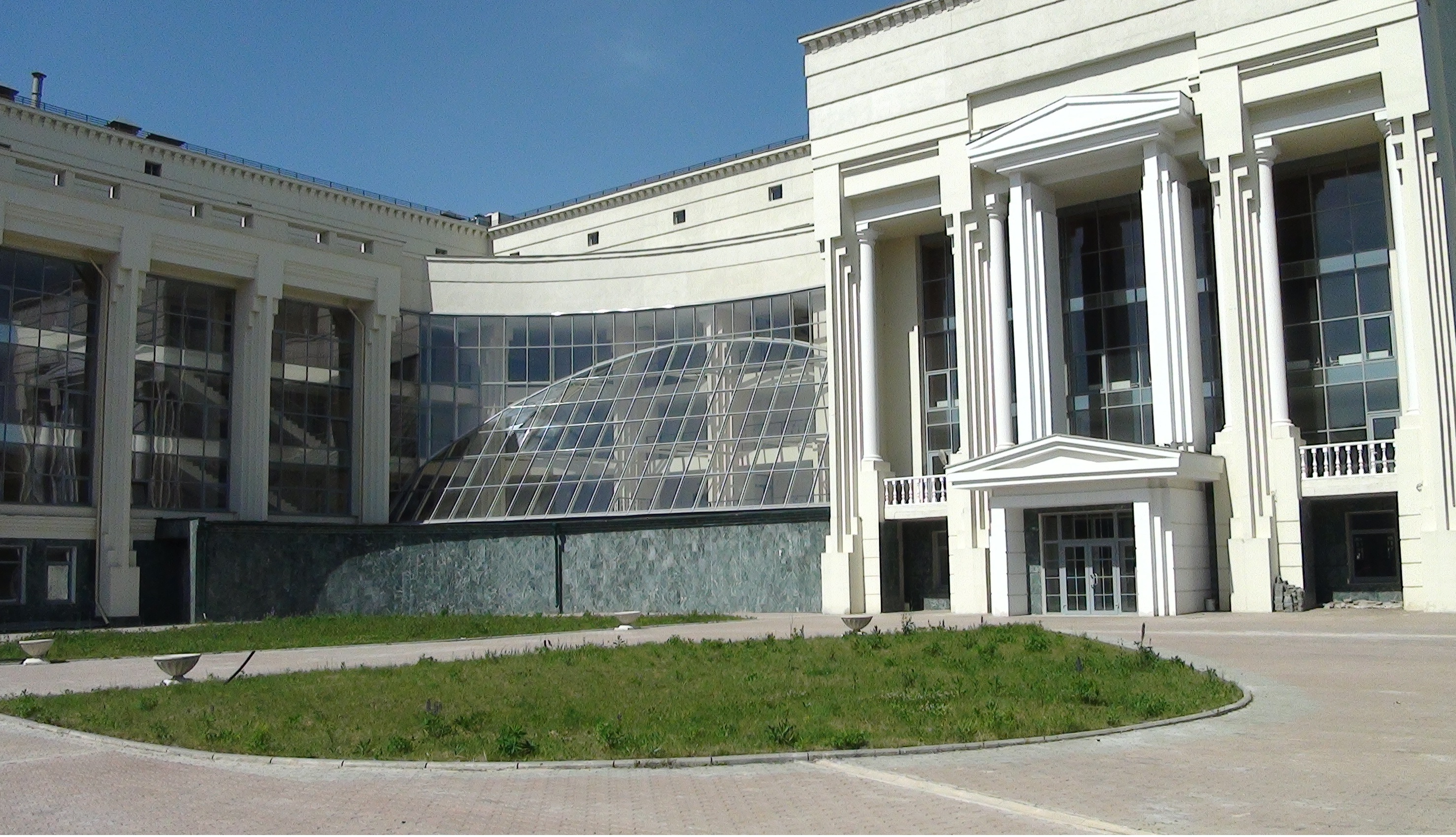
Фундаментальная библиотека ОГУ имени И. С. Тургенева

- Факультет технологии, предпринимательства и сервиса
- Физико-математический факультет
- Художественно-графический факультет
- Факультет подготовки иностранных студентов
- Факультет физической культуры и спорта
- Факультет повышения квалификации и бизнес-образования
- Факультет среднего профессионального образования
- Лечебный факультет
- Факультет педиатрии, стоматологии и фармации

### Институты
- Архитектурно-строительный институт
- Юридический институт
- Политехнический институт имени Н. Н. Поликарпова
- Институт приборостроения, автоматизации и информационных технологий
- Институт экономики и управления
- Институт заочного и очно-заочного образования
- Медицинский институт
- Институт филологии
- Институт педагогики и психологии
- Институт иностранных языков
- Институт естественных наук и биотехнологии
- Институт дополнительного профессионального образования

### Филиалы
- Карачевский филиал (директор А. Г. Черных)[24]
- Мценский филиал (директор Е. В. Жарких)[25]
- Ливенский филиал (директор Е. Н. Бологов)[26]

## Награды
- орден «Знак Почёта» («за достигнутые успехи в подготовке кадров для народного образования»)

## Критика
По данным сетевого проекта Диссернет, в ОГУ (включая присоединённый в 2016 году Приокский государственный университет (Государственный университет — учебно-научно-производственный комплекс)) обнаружено более 85 случаев защиты диссертаций с нарушениями академической и научной этики (плагиатом). Подобные диссертации обнаружены у двух преподавателей университета — заведующей кафедрой «Экономика и менеджмент» С. А. Измалковой и доцента кафедры «Теория и история государства и права» Е. К. Золотухиной..
Летом 2017 года Орловский университет оказался в эпицентре скандала, связанного с незаконным отчислением немецкого студента факультета экономики Йорна Хезе. Йорн Хезе, до этого уже получивший образование в Потсдамском университете и Школе гостиничного бизнеса в Лозанне, поступил в Орловский университет, предполагая в дальнейшем получить вид на жительство в России. С первых дней, будучи не удовлетворен уровнем образования, организационной работы и общими условиями обучения в ВУЗе, Хезе пытался предпринимать усилия по улучшению ситуации, в том числе обращаясь напрямую в Министерство образования, что не нашло понимания у администрации учебного заведения. По прошествии 1,5 лет обучения студент был отчислен под формальным предлогом несвоевременного оформления документации и лишен визы. Инициированный Хезе судебный процесс признал отчисление незаконным и обязал администрацию выплатить 20 000 рублей компенсации.

### Комментарии
1. 1 2  Официальной датой создания Орловского государственного университета с 2019 года считается 23 июня 1919 года — дата создания одноимённого вуза, никак, кроме названия, не связанного с современным университетом[4]. До 2019 года официально датой создания вуза считался 1931 год, когда был создан Орловский индустриально-педагогический институт, правопреемником которого является современный университет[5]